# Ромски хороскоп
Ромски хороскоп је астрологија коју користе Роми да би предвидели будућност или читали срећу о судбинама других људи. Хороскоп има знакове који одређују појединачне карактеристике особа рођених одређеног датума. Знакови одговарају појединим знацима класичне астрологије. Као и код других народа, тако се и код Рома хороскоп састојао од 12 зодијачких знакова са јединственим називима. Сваки знак имао је одређену сличност са 4 елемента – вода, ваздух, земља и ватра.

## Хороскопски знакови
Зодијачки знакови према ромском хороскопу су:
- 21. јануар - 19. фебруар → Пехар (куп, чаша) - симбол заједништва
- 20. фебруар - 21. март →  Црква (капела) - симбол вере
- 22. март - 20. април → Бодеж - симбол борбе
- 2. април - 20. мај → Круна - симбол племенитости
- 21. мај - 20. јун → Фењер (свећњак) - симбол истине
- 21. јун - 21. јул → Точак - симбол кретања
- 22. јул - 22. август → Звезда - симбол једнакости
- 23. август - 22. септембар → Звоно - симбол прецизности
- 23. септембар - 22. октобар → Новчић - симбол духовности и богатства
- 23. октобар - 21. новембар → Нож - симбол промене
- 22. новембар - 21. децембар → Секира - симбол слободе
- 22. децембар - 20. јануар → Потковица - симбол рада